# 佐賀市歴史民俗館

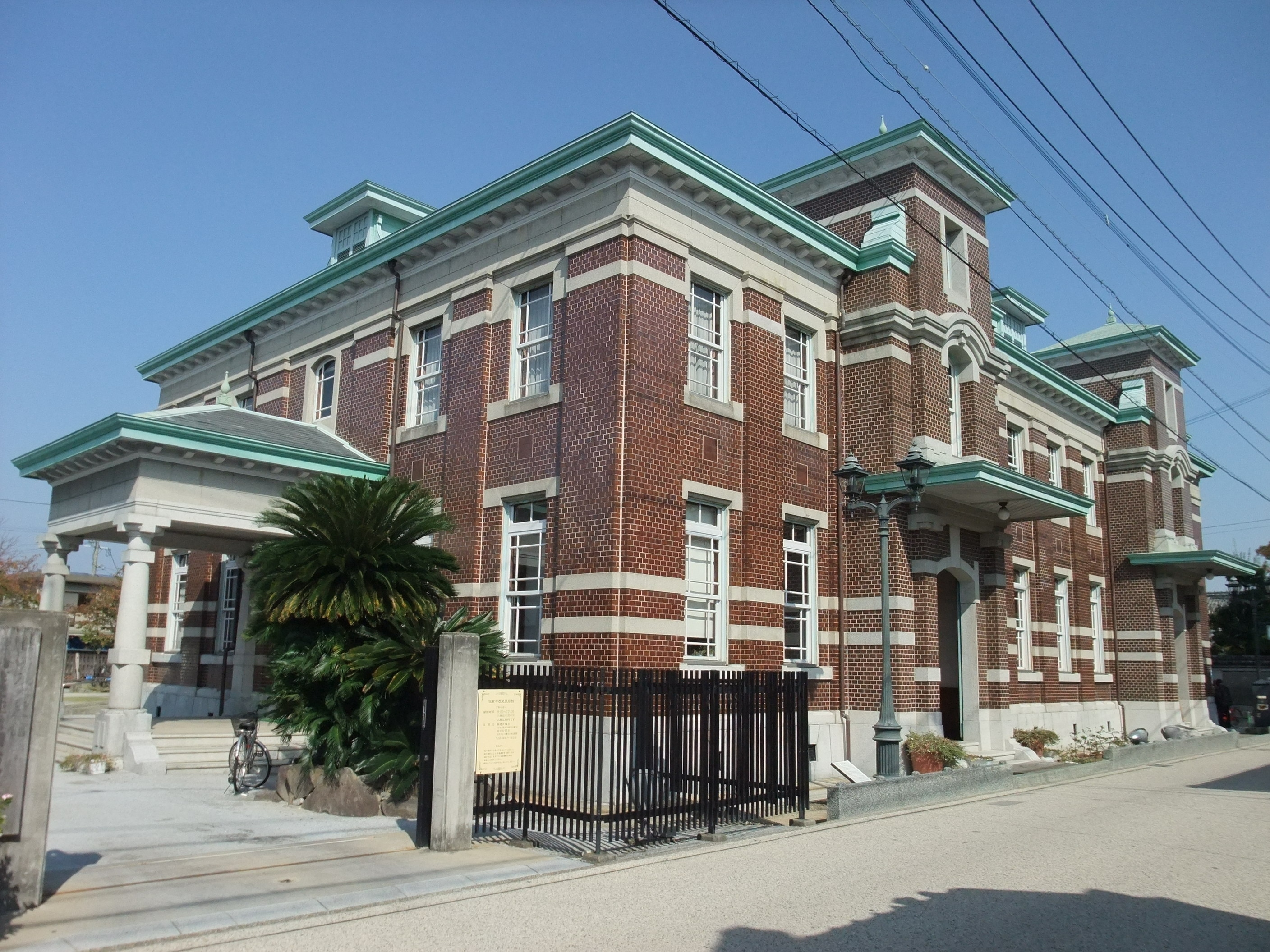
旧古賀銀行（2009年）

佐賀市歴史民俗館（さがしれきしみんぞくかん）は佐賀県佐賀市柳町にある、歴史的建物群の総称。旧長崎街道沿いに残る貴重な歴史的価値のある建物を後世に伝え、観光資源としてなど市の財産として活用することを目的に整備・公開されている。1997年に旧古賀銀行、旧古賀家、旧牛島家の3館が開館し、2000年に旧三省銀行と旧福田家が追加開館した。さらに2016年に旧森永家、旧久富家が追加され、計7館が公開されている。

## 施設概要

### 旧古賀銀行
1906年（明治39年）建築。古賀銀行の設立は1885年（明治18年）。民俗館の中心的な役割を果たしており、各種展示会などが開催されているほか、館内ではカフェ「浪漫座」が営業している。浪漫座は地元団体の演奏発表の場や、有名なアーティストの歌い場としても幅広く利用されている。特に2012年から毎年のようにライブを開催しているサックス奏者の渡辺貞夫は当会場を気に入っており、2018年にリリースしたライブアルバム「リバップ・ザ・ナイト」では収録12曲中最多となる5曲を浪漫座でのテイクが占めている。　

### 旧古賀家
1884年（明治17年）建築。古賀銀行の創設者古賀善平の住宅。2018年に開催された肥前さが幕末維新博覧会ではメイン会場の一つである「リアル弘道館」として活用された。

### 旧牛島家
建築時期は不明。下今宿町（現朝日町）にあった町家建築を保存のため移設した。佐賀城下に残る建築物では最古のものと考えられる。

### 旧三省銀行
1882年（明治15年）建築。三省銀行の前身三省社の設立は明治15年で銀行となったのは明治18年。2018年に開催された肥前さが幕末維新博覧会ではメイン会場の一つである「葉隠みらい館」として活用された。

### 旧福田家
1918年（大正7年）建築。明治末期から大正･昭和期の佐賀を代表する事業家、福田慶四郎の居宅。

### 旧森永家
藩命により江戸時代からタバコ製造を行っていた森永家の住宅および蔵。明治前期の貴重な町屋建築。紅茶専門の喫茶店や鍋島緞通の工房などとして利用されている。森永製菓創業者の森永太一郎は佐賀県伊万里の出身であり、当館との直接のかかわりはない。

### 旧久富家
1921年（大正10年）建築。佐賀市白山で履物商を営んだ久富亀一が大正10年に移転建築した「履物問屋久富商店」で昭和55年ごろまで営業していた。

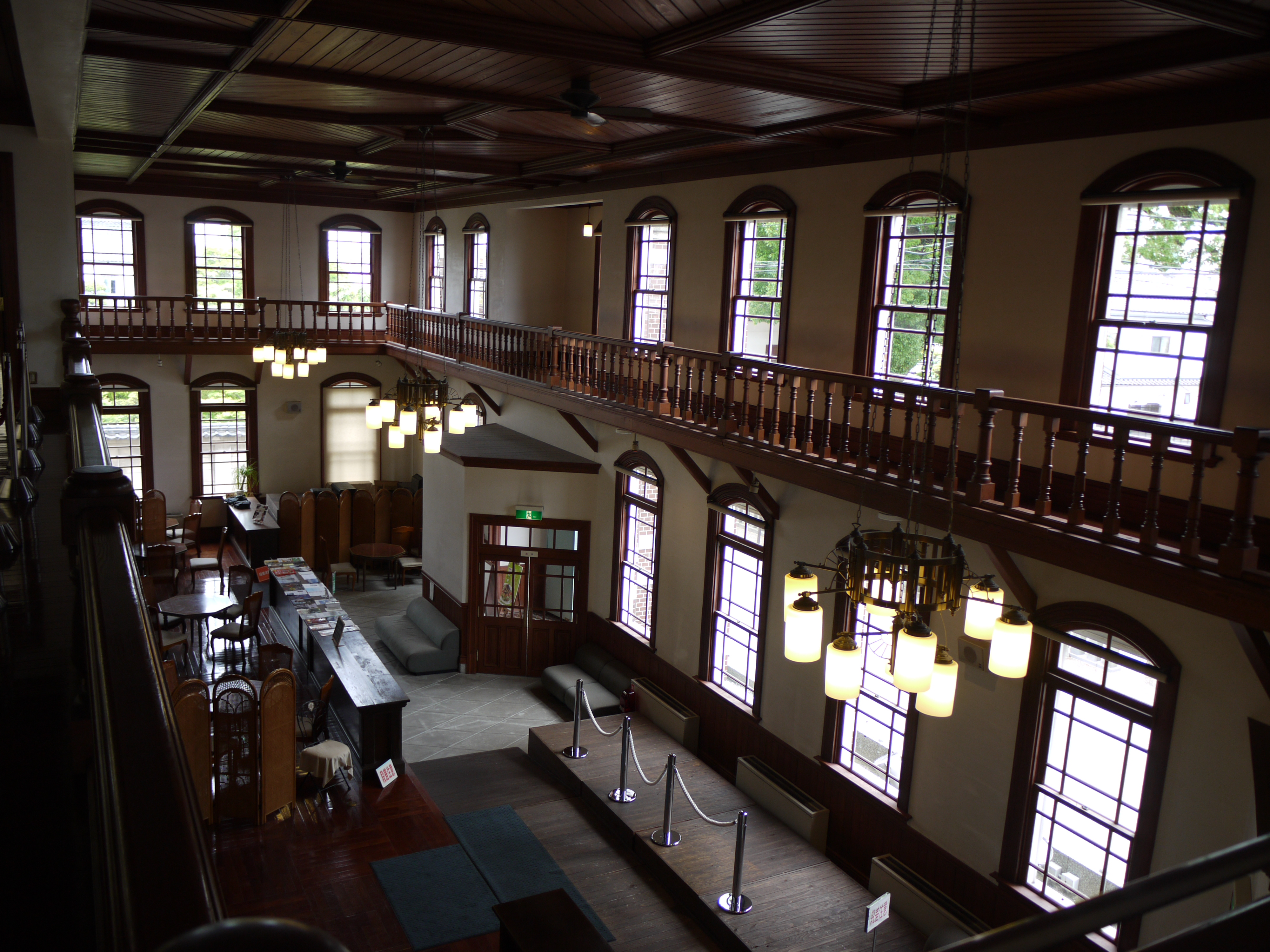
旧古賀銀行 館内の様子（2011年）
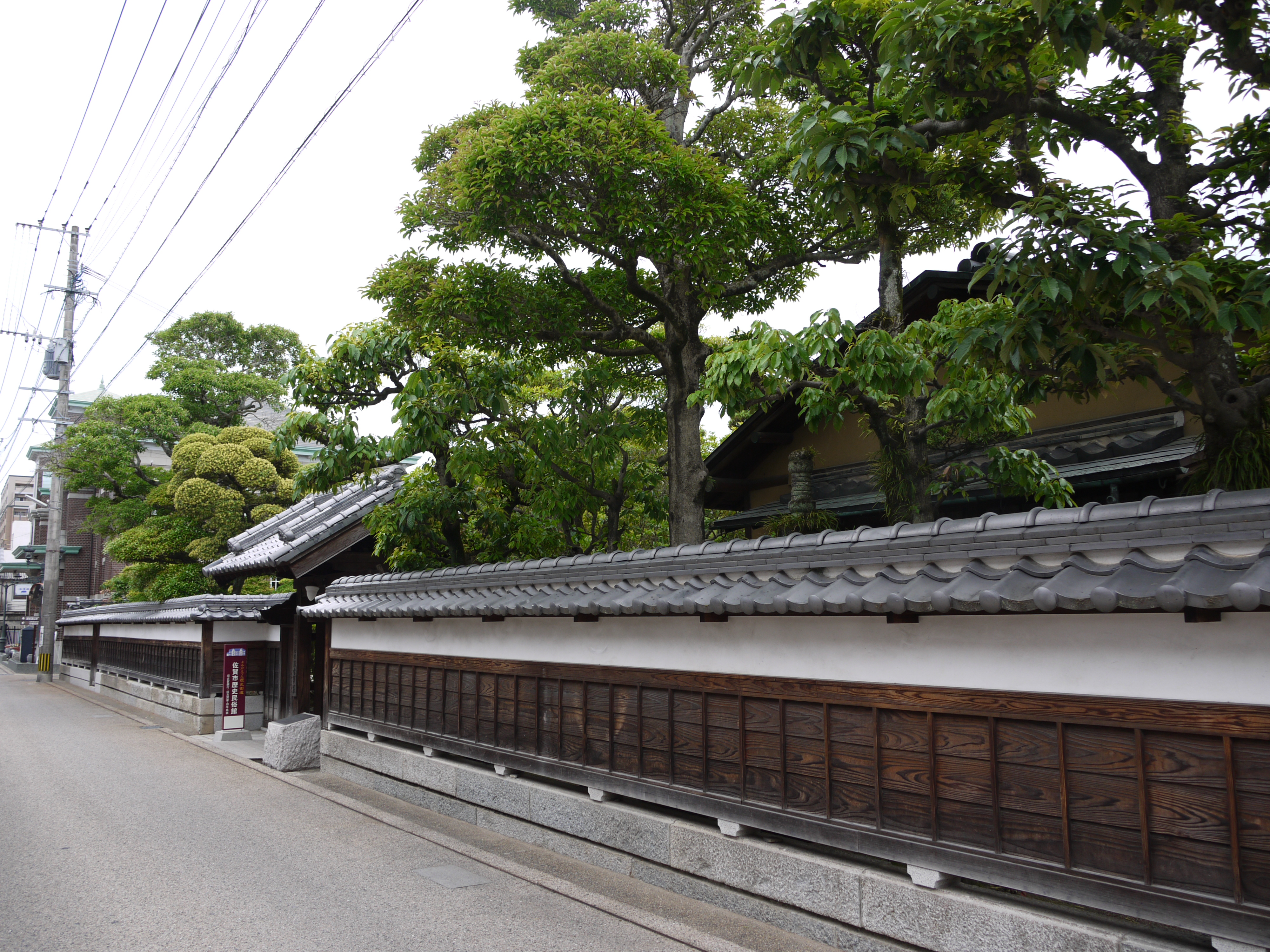
旧古賀家（2011年）
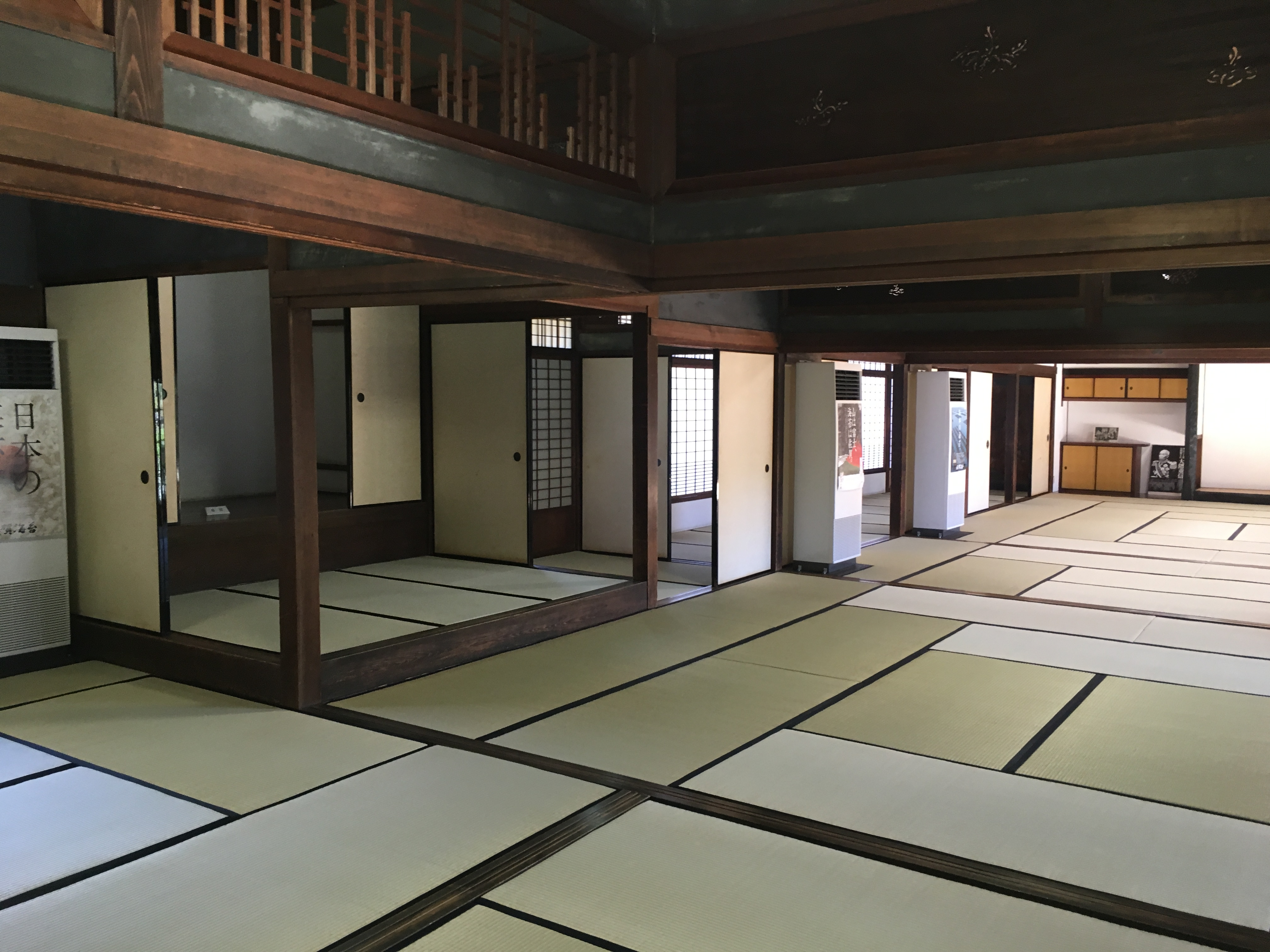
旧古賀家 室内の様子（2017年）
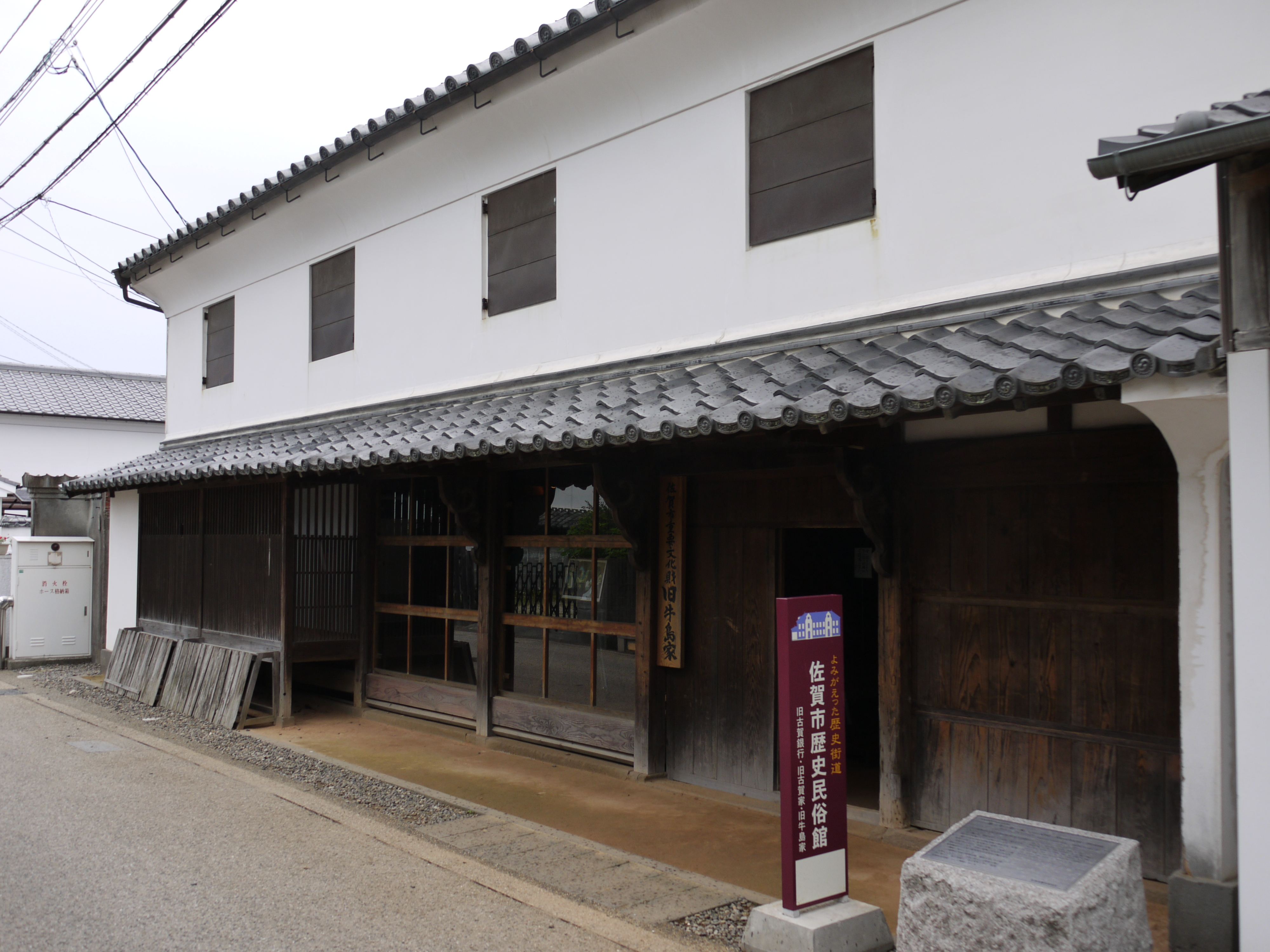
旧牛島家（2011年）
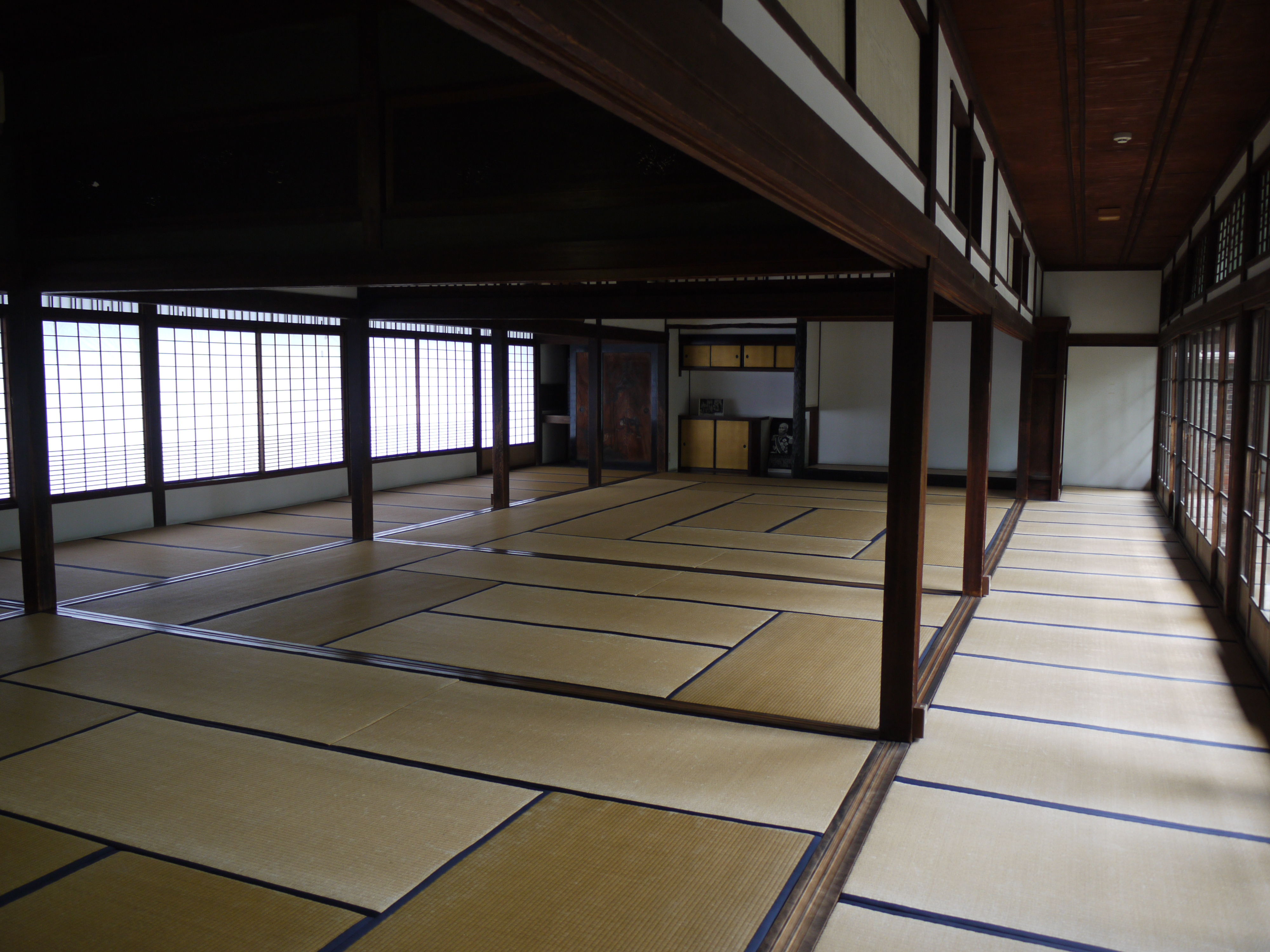
旧牛島家 室内の様子（2011年）
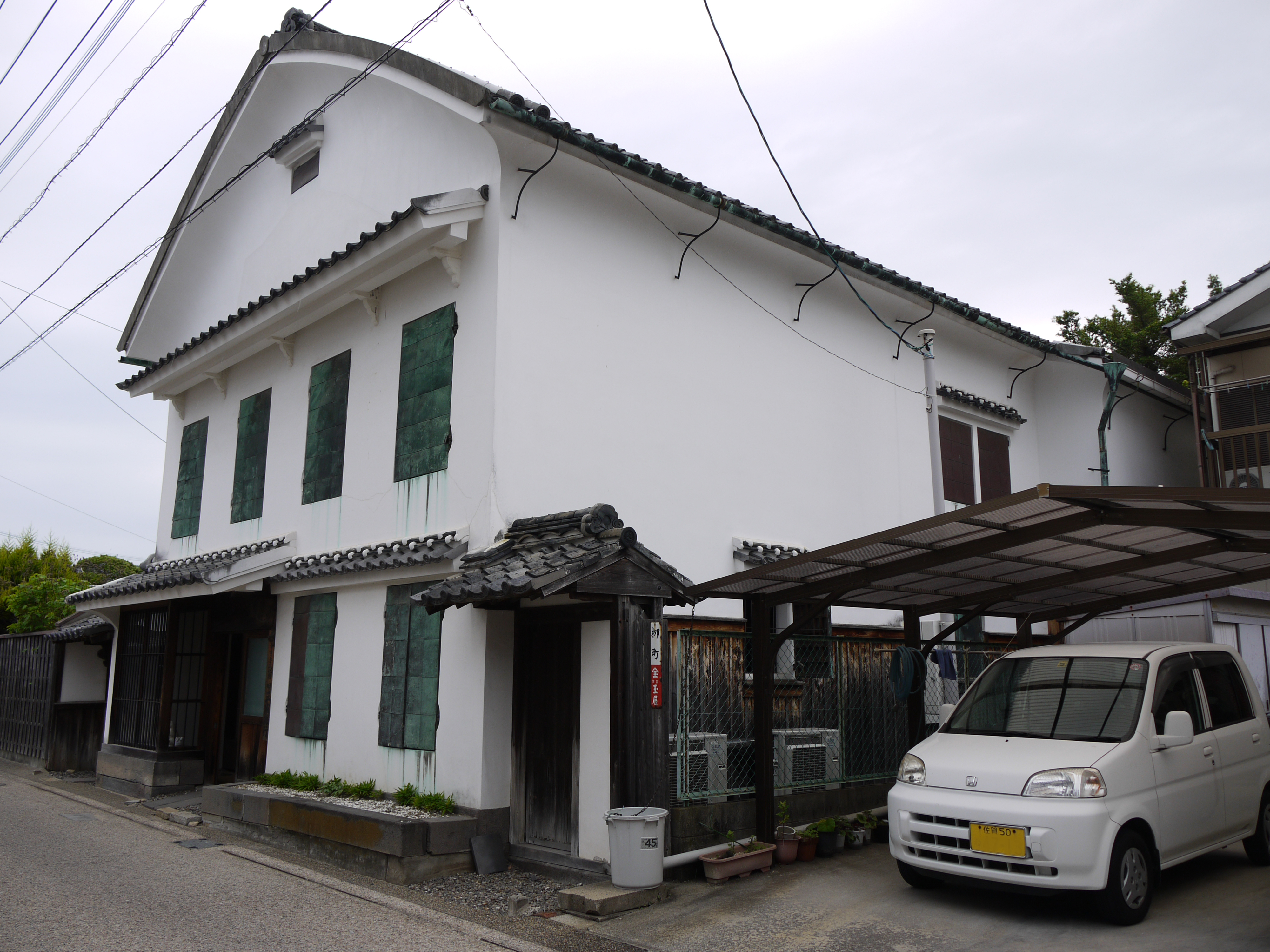
旧三省銀行（2011年）
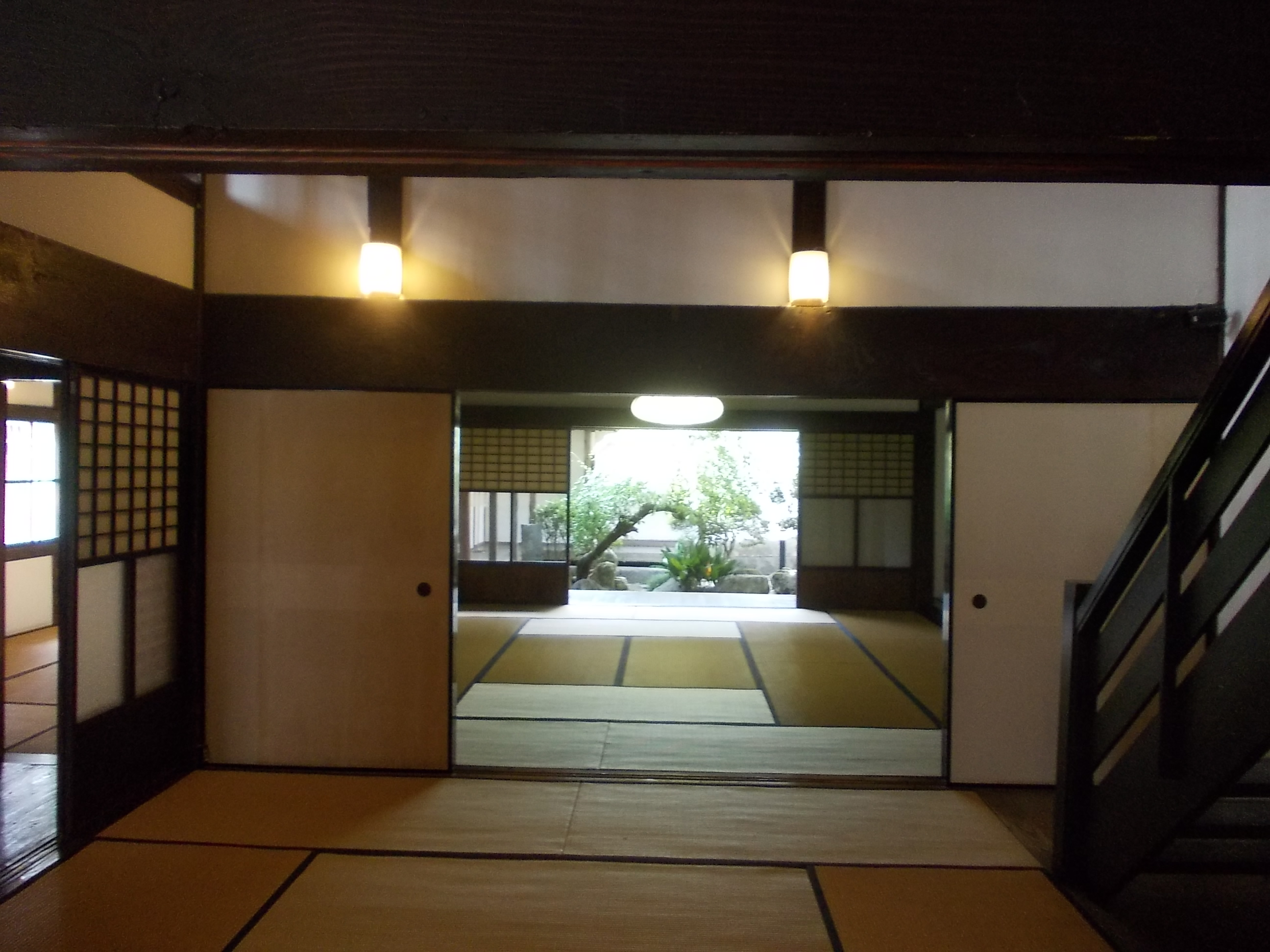
旧三省銀行 室内の様子（2017年）
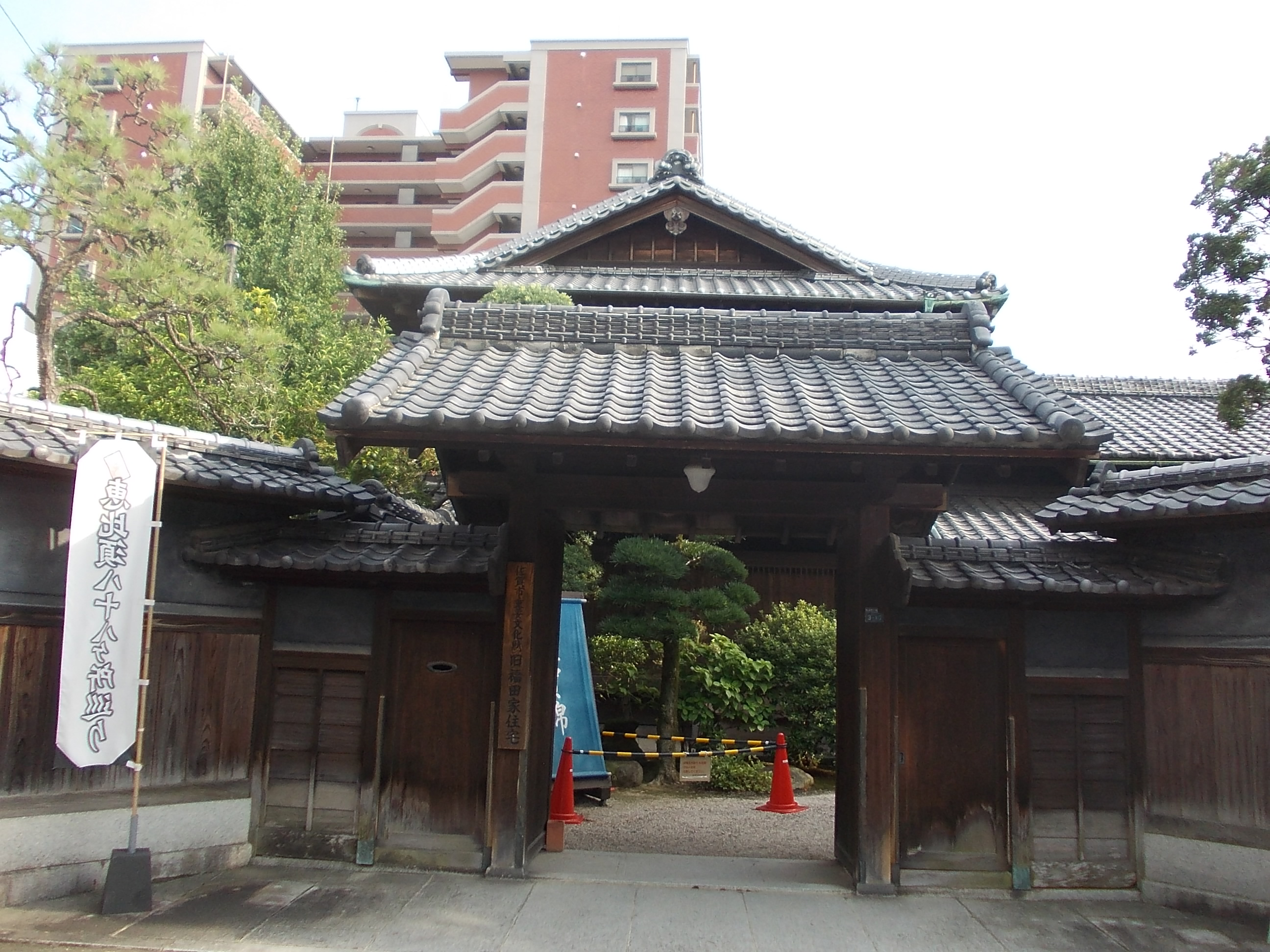
旧福田家（2017年）
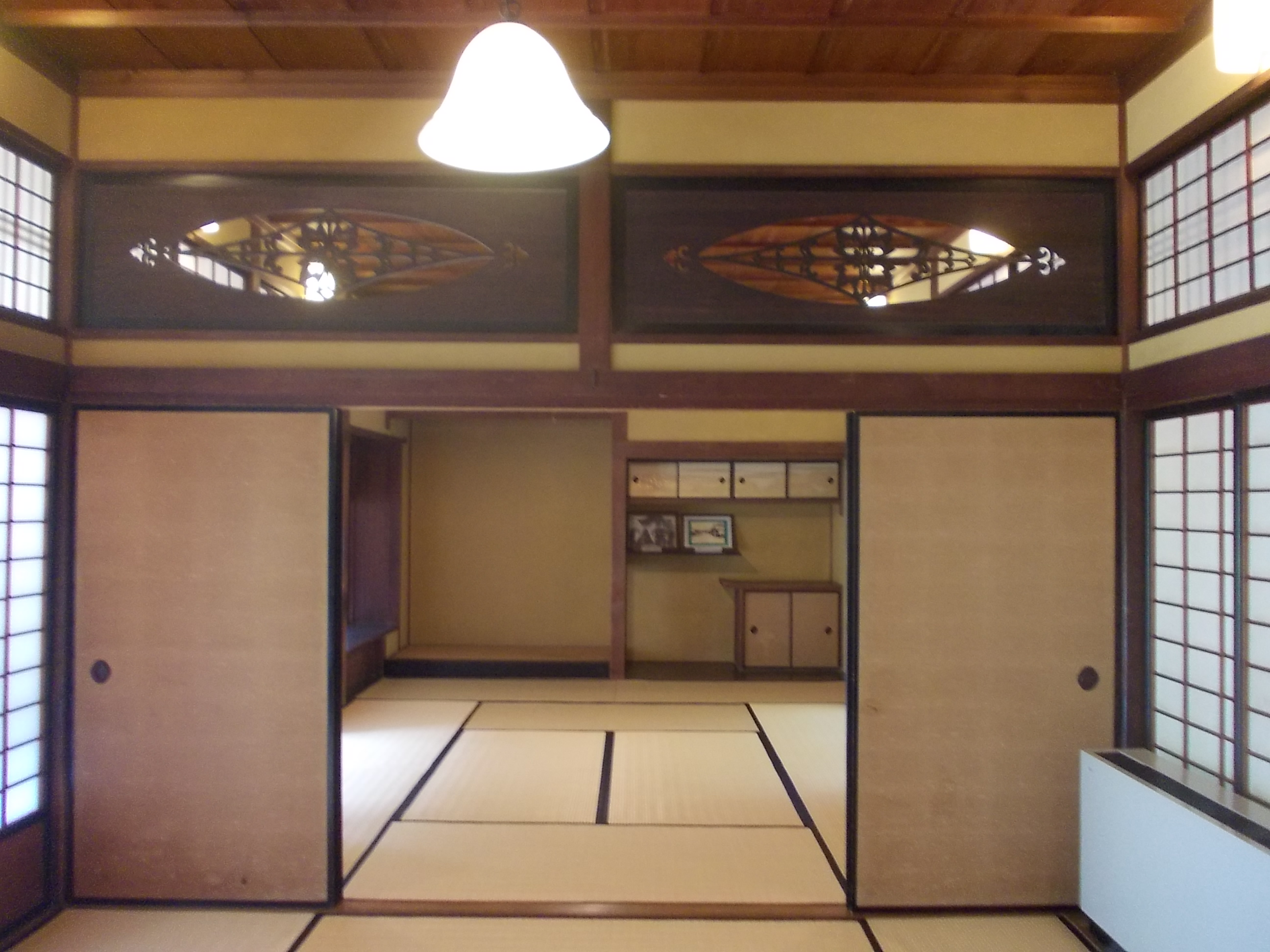
旧福田家 室内の様子（2017年）
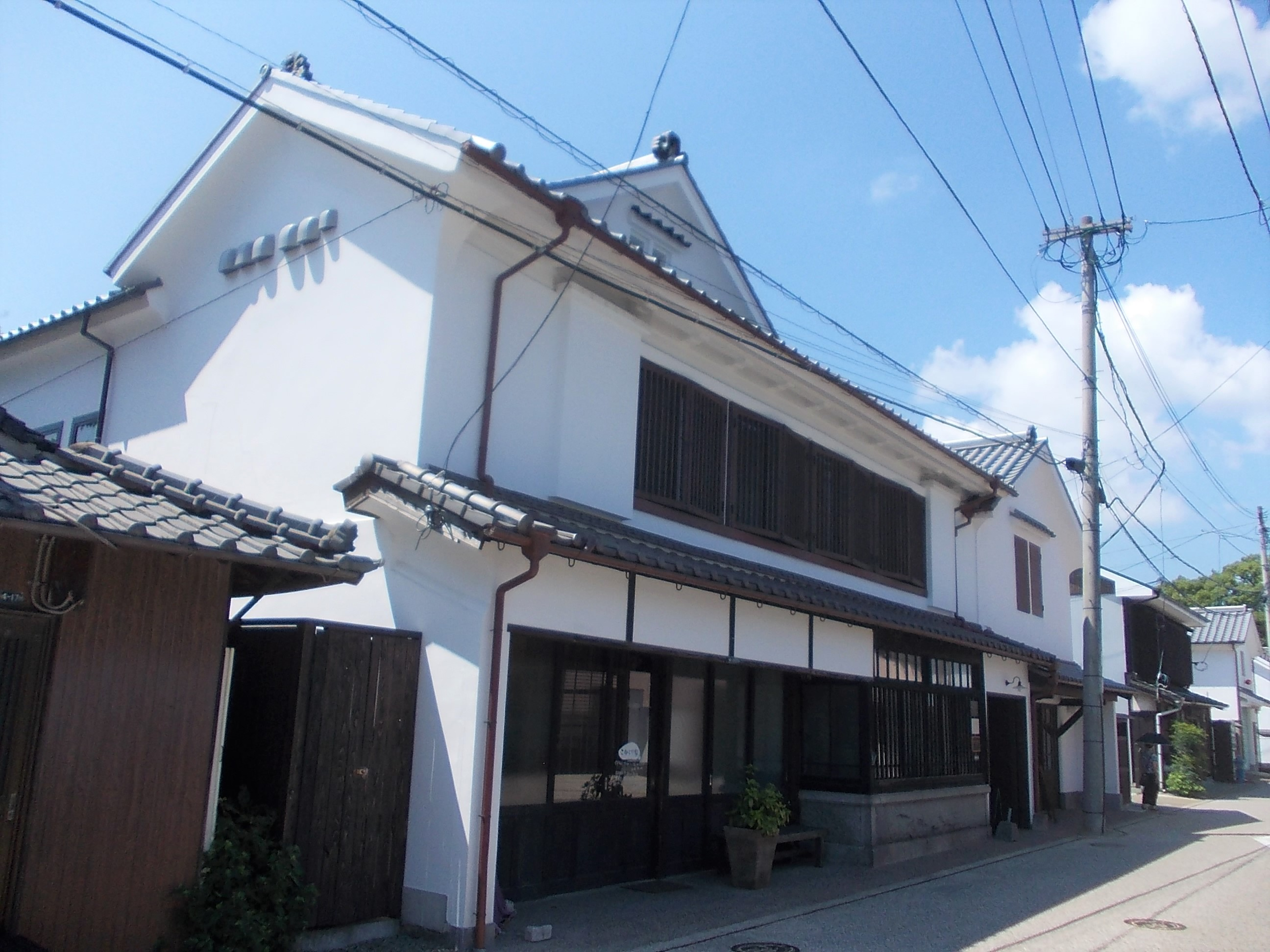
旧久富家（2017年）
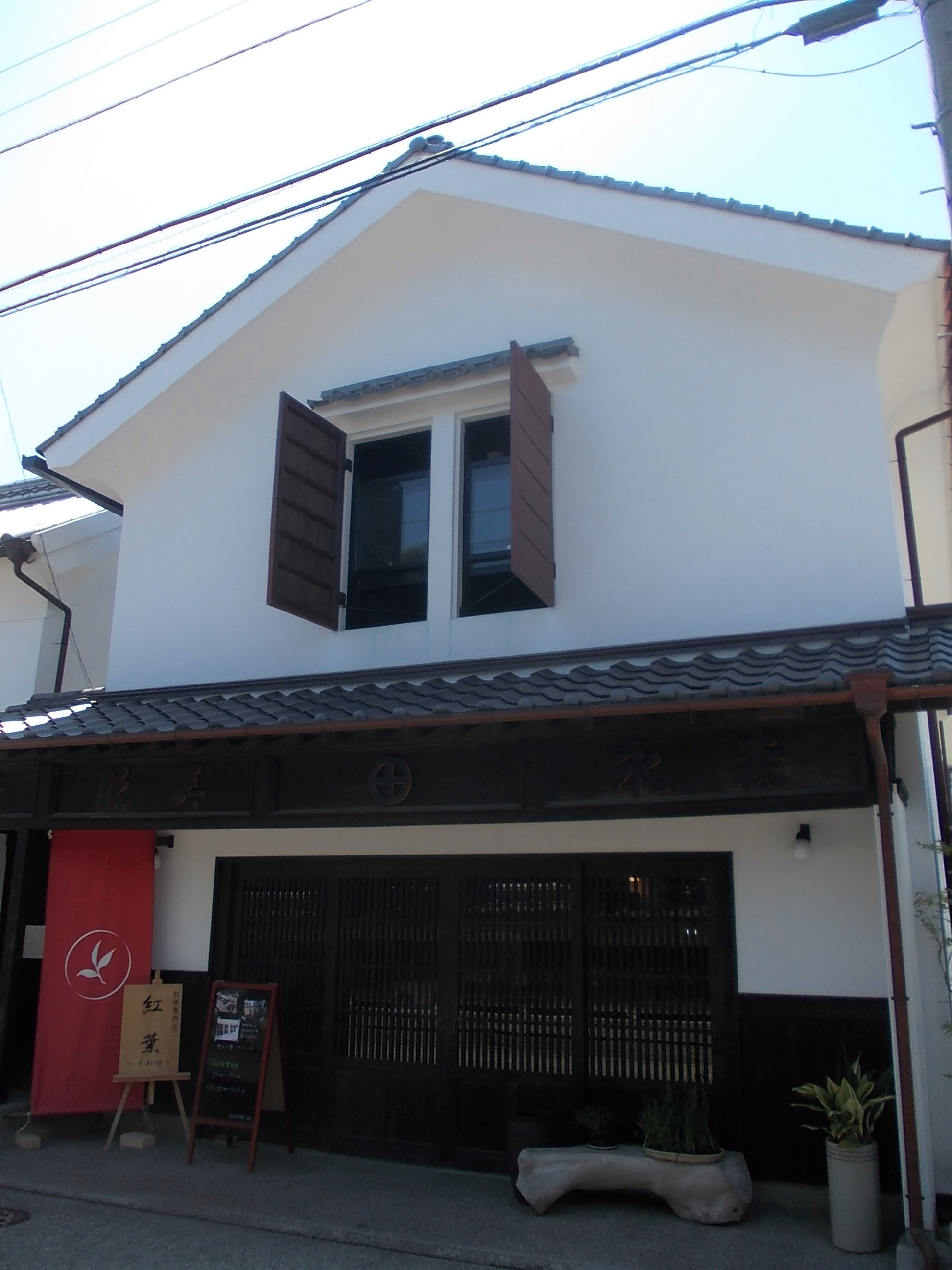
旧森永家（2017年）

## イベント
- 2月中旬から3月末にかけて佐賀市歴史民俗館を中心に佐賀城下ひな祭りが開催されている。
- 旧古賀銀行内のカフェ「浪漫座」で各種演奏会が開催されている。